# منال عمارة
منال عمارة (7 فبراير 1981 -)، مغنية ومذيعة وممثلة تونسية. كانت تقدمّ برنامج موزيكا و فرجة على قناة تونس 7.

## أعمالها

### موسيقى

#### ديسكوغرافيا
- بيست أوف، 2015.

#### الأغاني
- حلوة حياتي، وقام بكتابتها كيث تومبسون وأحمد ماضي، 2010.
- شباب العالم دويتو مع أحمد الماجري وهو من قام بكتابة هذه الأغنية، 2010.
- أول كلمة بلادي، وقام بكتابتها وتركيبها حاتم الغيزاني، 2011.
- بنسى حالي، وقام بكتابتها وتركيبها زياد برجي، 2011.
- نعملك البخوخو، وقام بكتابتها حاتم الغيزاني، 2012.
- لعبة حب، 2013.
- إلُّمُو، إعادة صياغة وتركيب لأغنية المزود التونسي القديمة، 2014.
- سمعت عليك، إعالدة صياغة وتركيب شخص مثلك لأديل (نسخة عربية)، 2014.
- قطوسي، 2015.
- مابنك، وقام بكتابتها وتركيبها محمد الجبالي، 2015.
- سيدي حبيب، 2015.
- جا يتزعبن ياخي حصل، وكتب هذه القصيدة سي البشير وقام بتركيبها وتلحينها نادر الشريف، 2015.
- الليلة عرسي، 2016.
- شوي شوي، 2017.
- انا لوليا، 2017.
- شكلي شكلا، 2017.
- أنا مهبولة، 2019.
- نجيب ألماني، 2020.

### أفلام
- الحادثة، إخراج رشيد فرشيو، 2008[1]
- تين الجبل لعلي منصور، 2004.

### مسلسلات
- حسابات وعقابات لالحبيب المسلماني، الوطنية 1 بدور لطيفة المسعدي شهرت زهور، 2004.
- شعبان في رمضان (سيتكوم) لسلمى بكار بدور أريج، 2005.
- شوفلي حل (ضيفة شرف الحلقتين 18 من الموسم 1 و27 من الموسم 4) بدور مونيكا، في الوطنية، 2005 و 2007.
- حياة وأماني لمحمد الغضبان بدور أماني، 2006.
- حكايات العروي لالحبيب الجمني (حلقة إلي يعمل يلقى)، 2006.
- أقفاص بلا طيور لعز الدين الحرباوي بدور دليلة، 2009.
- نسيبتي العزيزة (ضيفة الحلقة 5 من الموسم 1) لصلاح الدين الصيد بدور دوجة، 2010.
- نجوم الليل (الموسم 3) لمهدي نصرة، 2011.
- عنقود الغضب لنعيم بن رحومة، 2012.
- من أجل عيون كاترين لحمادي عرافة بدور نزيهة، 2012.
- طالع ولا هابط لمجدي السميري بدور شريفة على قناة حنبعل، 2014.
- الريسك لنصر الدين السهيلي بدور نوال، قناة حنبعل، 2015.
- بوليس حالة عادية (الحلقة 17) لمجدي السميري، 2016.
- إلي ليك ليك لقيس شقير، 2018.
- المليونير لمحمد جوك بدور منال، 2021.

#### البرامج
- التمساح (ضيفة الحلقة 27) على قناة التونسية، 2012.
- ستار تايم (ضيفة الحلقة 53) على قناة تونسنا، 2013.
- دبارة تونسية (ضيفة الحلقة 2) على قناة التونسية، 2014.
- المخادع (ضيفة الحلقة 2 من الموسم 2) على قناة حنبعل، 2014.
- نجوم في الفخ (ضيفة الحلقة 14) على قناة حنبعل، 2014.
- الزلزال (ضيفة الحلقة 6 من الموسم 2) على قناة نسمة، 2014.
- الإنجليزي (ضيفة الحلقة 4) على قناة تونسنا، 2014.
- الطيارة على قناة التاسعة، 2015.
- غني للجمعية (ضيفة الحلقة 6) على قناة الحوار التونسي، 2015.
- حكايات تونسية (ضيفة الحلقة 4) على قناة التونسية، 2016.
- مابيناتنا (الحلقة 6) على قناة التونسية، 2016.
- حكايات رمضان على قناة الحوار التونسية (كرونيكوز)، 2018.
- إضحك معنا (الموسم 1) على قناة التاسعة (كرونيكوز)، 2018-2019.

### الجوائز
- جائزة أفضل مطربة عربية شابة ل"بنسى حالي" في مهرجان الأوسكار الدولي للفيديو كليب الموسيقي بالقاهرة لسنة 2012.

## العروض
- 2011 : الأغاني الأبدية بلمسة منال، نسخة جديدة للأغاني الفرنسية الكلاسيكية.

## المسرحيات
- المتشعبطون، نص علي اللواتي والإخراج المسرحي لمحمد إدريس، 2005.
- عشق آباد، نص توفيق الجبالي ومحمد رجاء فرحات، فيما قام بالإخراج المسرحي لطفي عاشور (فرقة التياترو).

تصغير
وهي مقيمة الآن في لبنان

## روابط خارجية
- منال عمارة على موقع IMDb (الإنجليزية)
- منال عمارة على موقع قاعدة بيانات الأفلام العربية